# Espaço vectorial gerado
Seja {\displaystyle V} um espaço vetorial sobre um corpo {\displaystyle F,} e seja {\displaystyle S} um subconjunto de {\displaystyle V.} Define-se o espaço gerado por {\displaystyle S} como sendo a interseção {\displaystyle [S]} de todos os subespaços de {\displaystyle V} que contém {\displaystyle S.} Neste caso, diz-se que {\displaystyle S} gera {\displaystyle [S]} ou ainda, que {\displaystyle S} é um conjunto gerador de {\displaystyle [S]}.
Alternativamente, o espaço gerado por {\displaystyle S} pode ser definido como sendo o conjunto de todas as combinações lineares (finitas) de elementos de {\displaystyle S,} isto é,
{\displaystyle [S]=\left\{{\left.\sum _{i=1}^{k}a_{i}v_{i}\right|k\in \mathbb {N} ,v_{i}\in S,a_{i}\in F}\right\}.}
Segue da definição que S é, de fato, um subespaço vetorial de V.